# Louis de Cacqueray-Valménier
Pour les articles homonymes, voir Cacqueray.
Pour les autres membres de la famille, voir Famille de Cacqueray.
Louis de Cacqueray, seigneur de Valménier, né à Saint-Martin-le-Blanc vers 1632 , est un officier de marine et administrateur colonial français des XVIIe et XVIIIe siècles. Il est gouverneur de la Grenade entre 1654 et 1658. Il serait mort avant le 15 octobre 1682 à Fort-Royal.

## Biographie
Louis de Cacqueray descend de la famille de Cacqueray, issue de la noblesse normande. Il est le deuxième fils d'André de Cacqueray de La Salle (1578-1638), seigneur de la Salle du Ver et de la Fieffe, et de Marthe du Bosc. Ses parents se marient le 9 septembre 1607 au Fief Toubert (Saint-Saëns).
Il passe à la Martinique suivi d'un grand nombre de domestiques. Il est nommé gouverneur de la Grenade puis capitaine de la première compagnie de cavalerie qui est mise sur pied dans les îles. Il rend de grands services à la Compagnie des Indes en dissipant plusieurs séditions qui s'étaient élevées. Les îles ayant été remises à la couronne, M. de Cacqueray continue de servir dans son grade avec la plus grande distinction et particulièrement lors de l'attaque du Fort Royal de la Martinique par la flotte hollandaise sous le commandement de Ruyter. Sa bravoure est récompensée par la charge de premier conseiller du conseil supérieur établi dans cette colonie.

## Mariage et descendance
Il épouse Catherine de Saint-Ouen par contrat du 20 février 1664 passé devant Louis Varengue et Matthieu Flamant, tabellions royaux en la châtellenie de Saint-Saens,  fille de feu Charles de Saint-Ouen, écuyer, seigneur de Hausseline et d'Anne le Clerc des Vallées. De cette union naissent (entre autres) :
- Louis-Gaston de Cacqueray (1672-1724), seigneur de Valménier qui entre au service de la Marine royale en 1687.
Capitaine des vaisseaux du roi, il se distingue sous le commandement du comte de Tourville en 1692 lors de la bataille de la Hougue livrée dans la Manche aux flottes combinées d'Angleterre et de Hollande. Gouverneur de Saint-Martin (Antilles françaises) de 1701 à 1702, il est fait major puis lieutenant de roi à Saint-Christophe et se signale à la défense de la Guadeloupe contre les Anglais en 1703.
Il est fait chevalier de Saint Louis en 1713. En 1717, il se trouve à Paris lorsqu'on y reçoit la nouvelle de l'insurrection[réf. nécessaire] de la Martinique contre le gouverneur général[réf. nécessaire]. La cour le fait partir aussitôt avec M. de la Garrigue, major de la même île, pour apaiser ce désordre.
- Marie-Élisabeth de Cacqueray, qui épouse Robert Giraud du Poyet.
- Marguerite de Cacqueray, née en 1675, épouse en 1ères noces à Paris, le 21.05.1698,  Louis-Félix de Mornay d'Ambleville, sgr de Théméricourt, capitaine des frégates du roi. Elle deviendra "dame de Théméricourt" à la mort de son époux.Elle épouse en 2des noces, le 14.10.1705,  Louis de Bionneau d'Eyragues, né en 1662, lieutenant des vaisseaux du roi.  Fils de la 3e épouse de François de Bionneau, baron d'Eyragues, Gabrielle de Cabre. Il deviendra sgr de Théméricourt de par sa femme.

### Sources et bibliographie
- Louis Lainé, Archives généalogiques et historiques de la noblesse de France, ou, Recueil de preuves, mémoires et notices généralogiques, servant à constater l'origine, la filiation, les alliances et les illustrations religieuses, civiles et militaires de diverses maisons et familles nobles du royaume, t. 4, Paris, chez l'auteur, 1834 (lire en ligne)
- Famille de Théméricourt :  Archives du château de Théméricourt depuis le XIVe siècle détenus par François de Montmarin